# Miguel Zamacoïs
Miguel Louis Pascal de Zamacoïs, né à Louveciennes le 8 septembre 1866 et mort à Paris 17e le 22 mai 1955, est un romancier, auteur dramatique, poète et journaliste français.

## Biographie
Miguel Zamacoïs est né le 8 septembre 1866 à Louveciennes. Il est le fils du peintre basque espagnol Eduardo Zamacois y Zabala (1841-1871) et de Marie Louise Héloïse Perrin. Sa seule sœur, Marie Hélène Zamacoïs, est née après le décès de son père en 1871.
Il avait vingt oncles paternels, dont beaucoup s'étaient consacrés à l'art. Son oncle Niceto de Zamacois était un écrivain et historien, sa tante Elisa Zamacois chanteuse et actrice; son oncle Ricardo Zamacois était un acteur et son cousin Eduardo Zamacois écrivain.
Il a commencé à peindre comme son père, mais il s'est vite concentré sur l'écriture. Outre une douzaine de pièces, dont Les Bouffons, créée par Sarah Bernhardt, il est l'auteur de livrets d'opéras, de contes et de poèmes fantaisistes. Il est aussi l'auteur de L'Arche de Noé (1911), recueil de poèmes animaliers, et de  La Française (1915), marche militaire mise en musique par Camille Saint-Saëns.
Le 15 décembre 1931 il épouse a Versailles Marie Thérèse Ozanne. Pendant les années 1930, il collabore au journal Je suis partout.
En 1948, il fait paraître un volume de souvenirs, Pinceaux et stylos, qui retrace 60 ans de vie parisienne. Il allait souvent rendre visite à son ami, et voisin, le sculpteur Pierre-Nicolas Tourgueneff qui avait son atelier au château de Vert-Bois, sur la commune de Rueil-Malmaison. Parmi les autres visiteurs des écrivains, artistes, peintres et dessinateurs : Roger-Joseph Jourdain, Ernest Ange Duez, Jean-Louis Forain.
Il est élevé au grade de commandeur de la Légion d'honneur en 1953.
Il meurt le 22 mai 1955 et est inhumé à Paris au cimetière du Père-Lachaise (93e division), dans la tombe du peintre Jean Alfred Marioton (1863-1903), son beau-frère.

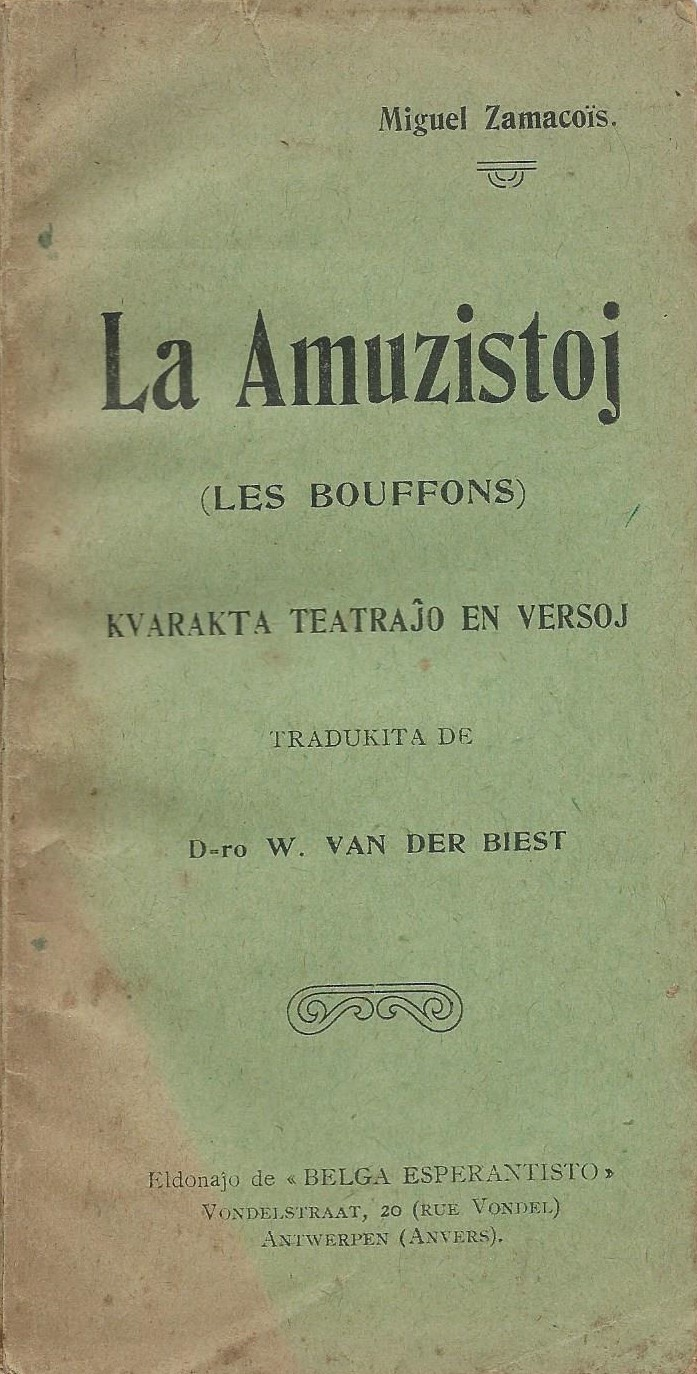
Version en espéranto de Les Bouffons, Anvers, 1913.

## Son poème le plus connu
L'accent
De l'accent ! De l'accent ! Mais après tout en-ai-je ?

Pourquoi cette faveur ? Pourquoi ce privilège ?

Et si je vous disais à mon tour, gens du Nord,

Que c'est vous qui pour nous semblez l'avoir très fort

Que nous disons de vous, du Rhône à la Gironde,

« Ces gens là n'ont pas le parler de tout le monde ! »

Et que, tout dépendant de la façon de voir,

Ne pas avoir l'accent, pour nous, c'est en avoir…

Eh bien non ! je blasphème ! Et je suis las de feindre !

Ceux qui n'ont pas d'accent, je ne puis que les plaindre !

Emporter de chez soi les accents familiers,

C'est emporter un peu sa terre à ses souliers,

Emporter son accent d'Auvergne ou de Bretagne,

C'est emporter un peu sa lande ou sa montagne !

Lorsque, loin du pays, le cœur gros, on s'enfuit,

L'accent ? Mais c'est un peu le pays qui vous suit !

C'est un peu, cet accent, invisible bagage,

Le parler de chez soi qu'on emporte en voyage !

C'est pour les malheureux à l'exil obligés,

Le patois qui déteint sur les mots étrangers !

Avoir l'accent enfin, c'est, chaque fois qu'on cause,

Parler de son pays en parlant d'autre chose !…

Non, je ne rougis pas de mon fidèle accent !

Je veux qu'il soit sonore, et clair, retentissant !

Et m'en aller tout droit, l'humeur toujours pareille,

En portant mon accent fièrement sur l'oreille !

Mon accent ! Il faudrait l'écouter à genoux !

Il nous fait emporter la Provence avec nous,

Et fait chanter sa voix dans tous mes bavardages

Comme chante la mer au fond des coquillages !

Écoutez ! En parlant, je plante le décor

Du torride Midi dans les brumes du Nord !

Mon accent porte en soi d'adorables mélanges

D'effluves d'orangers et de parfum d'oranges ;

Il évoque à la fois les feuillages bleu-gris

De nos chers oliviers aux vieux troncs rabougris,

Et le petit village où les treilles splendides

Éclaboussent de bleu les blancheurs des bastides !

Cet accent-là, mistral, cigale et tambourin,

À toutes mes chansons donne un même refrain,

Et quand vous l'entendez chanter dans ma parole

Tous les mots que je dis dansent la farandole !

## Œuvres
- Le Vélocipède à travers les âges, 1893.
- Dites-nous donc quelque chose ! 1896.
- Articles de Paris, 1900.
- Redites-nous quelque chose ! 1906.
- L'Arche de Noé, 1911.
- L'Ineffaçable la grande guerre, poésies, 1916.
- L'Avant-scène D, 1918.
- Les Sacrifices, les Flandres, Noël, Reims, poème dramatique en 3 tableaux, avec Henri Lavedan, 1918.
- Les Rêves d'Angélique, 1919.
- La Dame au rendez-vous, 1921.
- Le Beau garçon de l'ascenseur, 1922.
- Les Classiques ont menti, 1923.
- Feux follets et fantômes, 1923.
- Une dame filée, 1925.
- Pinceaux et stylos, 1948.
- Alain de Kerogan, chevalier errant, préface de Jean de La Varende, 1954.

Théâtre
- Sang de navet, comédie en 1 acte, Paris, Théâtre du Grand-Guignol, 1901.
- Au bout du fil, comédie en 1 acte, Paris, Théâtre des Capucines, 27 janvier 1903.
- Bohémos, comédie en 1 acte, en vers, Monte-Carlo, Grand Théâtre, 3 avril 1903, et Paris, Théâtre Sarah-Bernhardt, 28 janvier 1904.
- Le Gigolo, pièce en 3 actes, Paris, Théâtre des Nouveautés, 24 janvier 1905.
- Les Bouffons, pièce en 4 actes, en vers, Paris, Théâtre Sarah-Bernhardt, 25 janvier 1907, prix Le-Fèvre-Deumier de l’Académie française en 1908.
- Un arriviste, pièce en 1 acte, Paris, Théâtre du Grand-Guignol, 1908.
- La Fleur merveilleuse, pièce en 4 actes, en vers, Paris, Comédie-Française, 23 mai 1910.
- Seigneur Polichinelle, pièce en 4 actes, en vers, Nice, Grand Théâtre Municipal, mars 1914, et Paris, Théâtre de la Porte-Saint-Martin, 18 mai 1925.
- Monsieur Césarin, écrivain public, comédie en 3 actes, en vers, Paris, Second Théâtre-Français, 19 avril 1919.
- L'Inconsolable, comédie en 1 acte, Paris, Théâtre des Deux-Masques, 10 mai 1921.
- L'Homme aux dix femmes, comédie en 4 actes, en vers, Paris, Théâtre Antoine, 21 décembre 1921.
- Le Marchand de Venise, opéra en 3 actes et 5 tableaux, adaptation en vers de la comédie de Shakespeare, musique de Reynaldo Hahn, Paris, Théâtre national de l'Opéra, 29 mars 1935.
- La légende du zéphyr.

## Récompenses
- Prix Le-Fèvre-Deumier de l’Académie française en 1908 pour Les Bouffons.
- Prix de poésie de l’Académie française en 1926 pour Sur la tombe de Loti.
- Prix du Budget de l’Académie française en 1934 pour La conquête de l’air.